# Sylvia C. Löhken
Sylvia C. Löhken (* 8. April 1965 in Schwelm) ist eine deutsche Sach- und Fachbuchautorin,  Sprachwissenschaftlerin, Dozentin und Vortragsrednerin.

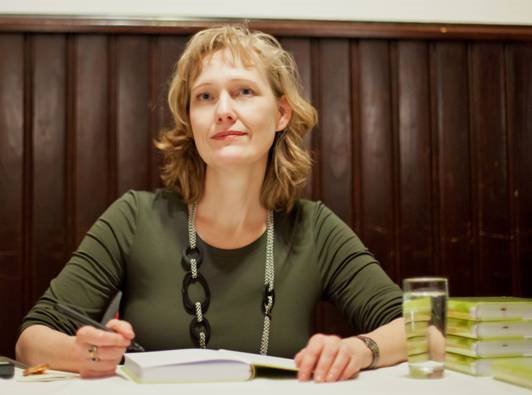
Sylvia C. Löhken

## Leben
Sylvia C. Löhken absolvierte nach dem Abitur eine Bankausbildung an der Sparkasse Hagen und studierte im Anschluss von 1987 bis 1989 an der Universität Münster Germanistik, Romanistik, Publizistik und Allgemeine Sprachwissenschaft. Danach studierte sie an der Technischen Universität Berlin Germanistische Linguistik, Neuere Deutsche Literaturwissenschaft und Romanistik (1989–1992). Löhken war Stipendiatin der Studienstiftung des deutschen Volkes.
Löhken war von 1993 bis 1997 als wissenschaftliche Mitarbeitern am Zentrum für Allgemeine Sprachwissenschaft tätig. Zu ihren Forschungsgebieten zählten die Phonologie und der Sprachwandel des Deutschen. Im Jahr 1997 promovierte sie zu dem Thema „Deutsche Wortprosodie“. In ihrer Promotion beschreibt und erklärt sie die Abschwächung und Tilgung von Nebensilbenvokalen vom Althochdeutschen bis zum Neuhochdeutschen anhand der Optimalitätstheorie.
Nach der Promotion im Jahr 1997 am Zentrum für Allgemeine Sprachwissenschaft, Typologie und Universalienforschung (ZAS) in Berlin war Sylvia C. Löhken als Dozentin für germanistische Linguistik an der Keiō-Universität Tokio tätig und arbeitete für den Deutschen Akademischen Austauschdienst (DAAD) als stellvertretende Leiterin des Büros in Tokio. Im Jahr 2000 kehrte sie nach Deutschland zurück und übernahm bis 2006  Managementpositionen im Stabsstellenbereich der Bonner DAAD-Zentrale.  2003 begann sie als Trainerin und Beraterin in den Bereichen Kommunikation sowie Lebens- und Karriereplanung zu arbeiten. Seit 2007 ist Löhken selbstständig als Autorin, Vortragsrednerin und Trainerin. Mit ihren Firmen textATRIUM und IntrosExtros (Bonn) betreut sie Kunden aus den Bereichen Wirtschaft, Wissenschaft, Wissenschaftsadministration, Verwaltung, IT sowie kommunale Führungskräfte. Von 2013 bis 2015 war sie Vorstandsmitglied im Coachingnetz Wissenschaft e. V.
Den Schwerpunkt ihrer Tätigkeit als Autorin, Vortragsrednerin und Trainerin legt sie auf die Persönlichkeitseigenschaften Introversion und Extraversion sowie deren Auswirkungen auf das berufliche und private Leben der Betroffenen. In ihrem 2012 erschienenen Buch Leise Menschen, starke Wirkung geht sie der Frage nach, wie introvertierte Menschen ihre speziellen Stärken einsetzen können, um sich auch in einem Klima der Extraversion behaupten und erfolgreich durchsetzen zu können.

## Veröffentlichungen
- Leise Menschen – gutes Leben – Das Entwicklungsbuch für introvertierte Persönlichkeiten, Gabal Verlag, Offenbach 2017, ISBN 978-3-86936-800-9.
- Intro, Extro oder Zentro?, Gabal Verlag, Offenbach 2016, ISBN 978-3-86936-707-1
- Intros und Extros. Wie sie miteinander umgehen und voneinander profitieren., Gabal Verlag, Offenbach 2014. ISBN 978-3-86936-549-7.
- Leise Menschen – starke Wirkung. Wie Sie Präsenz zeigen und Gehör finden., Gabal Verlag, Offenbach 2012. ISBN 978-3-86936-327-1.
- Zusammen mit Norbert Brugger: Kommunale Redepraxis, Kohlhammer Verlag, Stuttgart 2010. ISBN 978-3-555-01430-2.
- Deutsche Wortprosodie, Stauffenburg Verlag (Studien zur deutschen Grammatik Band 56), Tübingen 1997. ISBN 3-86057-446-9.